# 배기 (래퍼)
배기(2003년 3월 6일 ~)는 대한민국의 가수다. 2022년 싱글 《NINETEEN》으로 데뷔했다.

## 학력
- 주곡중학교 졸업
- 진접고등학교 졸업

## 방송
- 고등래퍼 4 (2021) - Top10(8위)

## 음반
- 고등래퍼4 - 팀대항:단체전 (2021)
- 고등래퍼4 - 팀대항:교과서 랩 배틀1 (2021)
- 고등래퍼4 Semi Final 1 (2021)
- 고등래퍼4 Instrumental (2021)
- NINETEEN (2022)